# Taitoq
 (mai 2025).

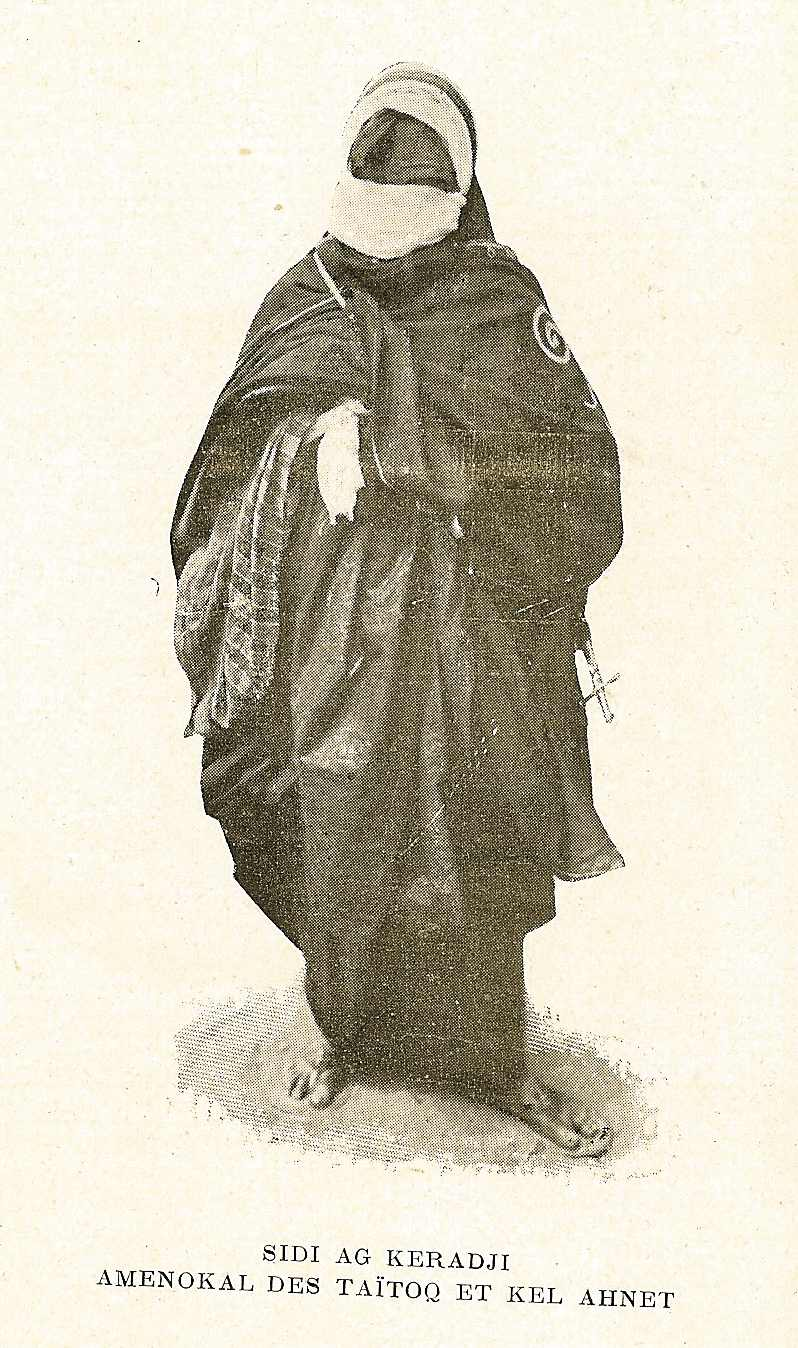
Sidi ag Keradj, l'amenokal des Taitoq

Les Taitoq ou Taïtoq sont une tribu touarègue nomadisant traditionnellement dans la zone de l'Adrar Ahnet, en Algérie. C'est l'un des trois groupes nobles de la confédération des Kel Ahaggar avec les Kel Ghela et les Tegéhé Mellet.
Les Kel Ghela prennent la tête de la confédération et s'emparent du titre d'amenokal pour leur propre chef, tandis que les chefs des Taitoq et des Tegéhé Mellet retournent au titre d' amghar.  Les deux tribus s'opposent à toute tentative d'institutionnalisation de cette position d'infériorité, surtout les Taitoq qui cherchent à plusieurs occasions, à retrouver leur statut de tribu entièrement indépendante. Au début du XXe siècle, leur chef, Sidi ag Keradj, s'est vu reconnaître le titre d'amenokal par les Français.
Mais la participation des Taitoq, commandés par Emaghey ag Sidi Mohammed ag Guemmama(amenokal du Hoggar du 1790 à 1830), à la révolte de Kaocen en 1916(awatay wa telfagh taitoq), leur coute la faveur des Français, qui les replacent sous le commandement de l'amenokal des Kel Ahaggar. Après cette mesure, une grande partie des Taitoq partent pour le Niger, dans la région du Tamesna, très peu restent en Algérie.